# 马尔鲁瓦
马尔鲁瓦（法語：Malroy，法語發音：[malʁwa]；洛林语：Malreu）是法国摩泽尔省的一个市镇，属于梅斯区。

## 地理
马尔鲁瓦（49°10'34"N, 6°12'44"E）面积3.54 平方千米，位于法国大東部大區摩泽尔省，该省份为法国东北部内陆省份，是洛林的一部分，西南接默尔特-摩泽尔省，东临下莱茵省，北与卢森堡和德国接壤。
与马尔鲁瓦接壤的市镇（或旧市镇、城区）包括：阿尔冈西、沙尔利-奥拉杜尔、雪勒、拉马克斯。

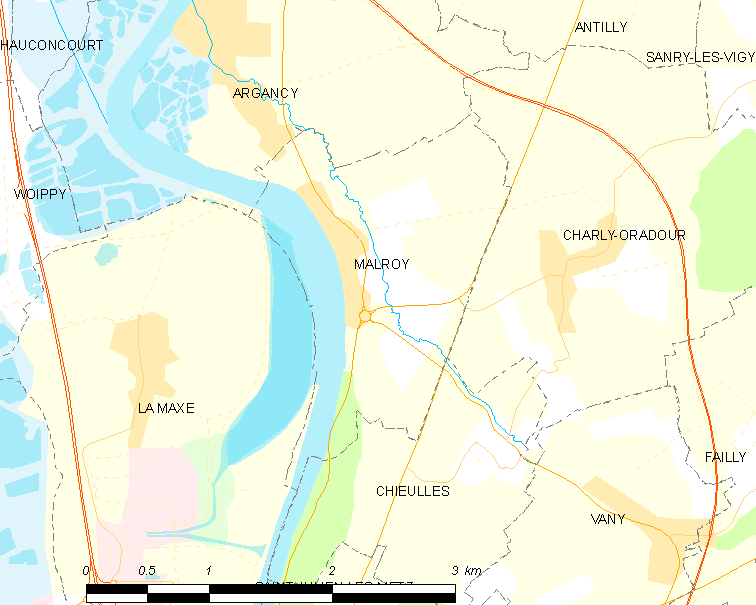
马尔鲁瓦的OSM定位图

马尔鲁瓦的时区为UTC+01:00、UTC+02:00（夏令时）。

## 行政
马尔鲁瓦的邮政编码为57640，INSEE市镇编码为57438。

## 政治
马尔鲁瓦所属的省级选区为梅斯地区县。

## 人口

1962-2008年间马尔鲁瓦人口变化图示

马尔鲁瓦于2022年1月1日时的人口数量为353人。